# UCI America Tour 2025
L'UCI America Tour 2025 è la ventunesima edizione dell'UCI America Tour, uno dei cinque circuiti continentali di ciclismo dell'Unione Ciclistica Internazionale, composto da corse che si disputano nel continente americano.

## Calendario

### Ottobre 2024
| Data     | Prova                                              | Cat. | Vincitore             | Squadra         |
| -------- | -------------------------------------------------- | ---- | --------------------- | --------------- |
| 25-3 nov | Vuelta Ciclistica Internacional a Guatemala (2024) | 2.2  | Fabián Robinson López | GW Erco Shimano |

### Novembre 2024
| Data  | Prova                                         | Cat. | Vincitore     | Squadra     |
| ----- | --------------------------------------------- | ---- | ------------- | ----------- |
| 1-3   | Tour do Rio (2024)                            | 2.2  | Sergio Henao  | Nu Colombia |
| 2     | Campionati caraibici - Cronometro ind. (2024) | 1.2  | Conor White   | Bermuda     |
| 3     | Campionati caraibici - Gara in linea (2024)   | 1.2  | Cory Williams | Belize      |
| 11-17 | Vuelta Ciclística al Ecuador (2024)           | 2.2  | Richard Huera | Best PC     |

### Dicembre 2024
| Data  | Prova                                             | Cat. | Vincitore        | Squadra                 |
| ----- | ------------------------------------------------- | ---- | ---------------- | ----------------------- |
| 13-22 | Vuelta Ciclista Internacional a Costa Rica (2024) | 2.2  | Luis Daniel Oses | 7C - Economy - Lacoinex |

### Gennaio 2025
| Data  | Prova                                 | Cat. | Vincitore     | Squadra      |
| ----- | ------------------------------------- | ---- | ------------- | ------------ |
| 12-19 | Vuelta al Táchira en Bicicleta (2025) | 2.2  | Eduin Becerra | Team Trululu |

### Aprile 2025
| Data | Prova                                        | Cat. | Vincitore                 | Squadra                   |
| ---- | -------------------------------------------- | ---- | ------------------------- | ------------------------- |
| 4-6  | Jamaica International Cycling Classic (2024) | 2.2  | non conosciuta (bandiera) | non conosciuta (bandiera) |

## Classifiche
Dati aggiornati al 19 novembre 2024. 
Fonte: UCI

### Classifica individuale
La classifica è composta da tutti i corridori del continente che abbiano ottenuto punti nell'UCI World Ranking.
| Pos. | Corridore         | Squadra                 | Punti   |
| ---- | ----------------- | ----------------------- | ------- |
| 1    | Matteo Jorgenson  | Team Visma-Lease a Bike | 2702,14 |
| 2    | Richard Carapaz   | EF Education-EasyPost   | 2269    |
| 3    | Brandon McNulty   | UAE Team Emirates       | 2247,9  |
| 4    | Jhonatan Narváez  | Ineos Grenadiers        | 1860    |
| 5    | Daniel Martínez   | Red Bull-Bora-Hansgrohe | 1855    |
| 6    | Isaac Del Toro    | UAE Team Emirates       | 1340    |
| 7    | Egan Bernal       | Ineos Grenadiers        | 1242,86 |
| 8    | Derek Gee         | Israel-Premier Tech     | 1168,33 |
| 9    | Neilson Powless   | EF Education-EasyPost   | 1154,33 |
| 10   | Santiago Buitrago | Bahrain Victorious      | 1127,29 |

### Classifica a squadre
La classifica viene calcolata sommando i punti della classifica individuale dei migliori 8 ciclisti per squadra.
| Pos. | Squadra                      | Punti |
| ---- | ---------------------------- | ----- |
| 1    | Team Medellín-EPM            | 192   |
| 2    | Best PC                      | 117   |
| 3    | Nu Colombia                  | 79    |
| 4    | GW Erco Shimano              | 64    |
| 5    | Team Banco Guayaquil-Bianchi | 17    |
| 6    | Canel's-Java                 | 17    |
| 7    | Team Saitel                  | 7     |
| 8    | Orgullo Paisa                | 5     |
| 9    | Panamá es Cultura y Valores  | 1     |

### Classifica per nazioni
La classifica viene calcolata sommando i punti dei migliori 8 ciclisti per nazione.
| Pos. | Nazione     | Punti   |
| ---- | ----------- | ------- |
| 1    | Stati Uniti | 9943,7  |
| 2    | Colombia    | 7172,15 |
| 3    | Ecuador     | 5839,47 |
| 4    | Canada      | 2769,99 |
| 5    | Messico     | 1683    |
| 6    | Venezuela   | 1585    |
| 7    | Uruguay     | 1356    |
| 8    | Panama      | 802,68  |
| 9    | Costa Rica  | 730,29  |
| 9    | Brasile     | 697     |